# 池谷半二郎
池谷 半二郎（いけたに はんじろう、1900年（明治33年）1月25日 - 1984年（昭和59年）3月17日）は、日本の陸軍軍人。最終階級は陸軍少将。

## 経歴
静岡県出身。池谷幸作の二男として生まれる。静岡中学校（現静岡県立静岡高等学校）、名古屋陸軍地方幼年学校、中央幼年学校を経て、1921年（大正10年）7月、陸軍士官学校（33期）を卒業。同年10月、工兵少尉に任官し工兵第9大隊付となる。1924年（大正13年）12月、陸軍砲工学校高等科（30期）を卒業し、1929年（昭和4年）11月、陸軍大学校（41期）を優等で卒業した。
1930年（昭和5年）8月、工兵大尉に昇進。1932年（昭和7年）2月、参謀本部員（船舶班）に就任。ドイツ駐在、ソビエト連邦駐在、陸大教官を務め、1936年（昭和11年）8月、工兵少佐に昇進した。1937年（昭和12年）10月、第10軍参謀に就任し、中支那方面軍参謀、陸大教官を経て、1938年（昭和13年）6月、第11軍参謀に発令され日中戦争に出征。同年7月、工兵中佐に進級し、同年12月、陸大教官に転じた。1939年（昭和14年）12月、大本営船舶部長に就任し、参謀本部課長に異動し、1941年（昭和16年）3月、陸軍大佐に進んだ。
1941年11月、第25軍参謀に発令され太平洋戦争に出征し、マレー作戦、シンガポールの戦いに参戦した。陸軍省整備局交通課長を経て、1944年（昭和19年）3月、第1方面軍参謀に就任して満州に赴任。同年12月、第3軍参謀長に転じ、1945年（昭和20年）3月、陸軍少将に進級して、牡丹江で終戦を迎えた。その後、1950年（昭和25年）5月までシベリア抑留となった。

## 親族
- 義父 西郷吉弥（陸軍軍医少将）[1]

## 著書
- 『或る作戦参謀の回想』岩井依理子、1978年。